# Der beste Vater der Welt
Der beste Vater der Welt ist ein US-amerikanischer Film des Regisseurs Alan Metter aus dem Jahr 1998.

## Handlung
Die Zwillingsschwestern Tess und Emily Tyler leben zusammen mit ihrem Vater Maxwell Tyler. Ihre Mutter ist vor einiger Zeit gestorben. Ihr Vater arbeitet als Künstler. Beide Zwillinge lieben ihren Vater sehr. Sie merken aber, dass ihm im Leben etwas fehlt, seitdem er keine Frau mehr hat. Also beschließen die beiden, ihm zu helfen.
Auf einer Plakatwand malen sie die Nachricht, dass ihr Vater eine Frau sucht. Dies erregt Aufmerksamkeit. Und als auch noch das Fernsehen davon berichtet, erhält der Witwer säckeweise Briefe von Frauen, die alle den „Billboard Dad“ kennenlernen wollen. Nur eine Singlefrau (Brooke Anders) zeigt kein Interesse. Sie glaubt nicht, auf diese Art ihren Traummann zu finden.
Der Vater weiß zunächst gar nichts von der Aktion seiner Töchter. Aber kann er den beiden etwas abschlagen? Und so geht er zunächst mit einigen Frauen aus. Diese Verabredungen sind aber allesamt ein Flop. Daraufhin will er aufgeben, aber der Zufall führt ihn zum richtigen Brief. Die Freundin von Brooke will mit Maxwell ausgehen. Am vereinbarten Treffpunkt kommen allerdings Brooke und Maxwell zusammen. Und schon recht bald entsteht daraus die große Liebe.
Die Tyler-Zwillinge sind sehr zufrieden mit sich. Ihr Vater hat endlich wieder mehr Lebensfreude und hat auch wieder mehr Zeit für sie. Nun wäre dies ein ziemlich kurzer Film. Und so muss es auch noch einen Bösen geben, der das Glück stört. Nigel, der Manager von Maxwell steckt den meisten Profit aus dem Verkauf der Kunstwerke selber ein. Außerdem lässt er Kopien der Kunstwerke anfertigen und verkauft diese ohne das Wissen des Künstlers.
Nigel befürchtet, dass sich die Kunstwerke von Maxwell schwerer verkaufen lassen, wenn dieser seinen Stil ändert. Seitdem Maxwell nicht mehr deprimiert ist, ist dies der Fall. Also ersinnt er einen Plan. Er nimmt die Stimme von Brooke auf und schneidet daraus ein Tonband mit einem völlig anderen Sinn. Er täuscht den Tyler-Zwillingen damit vor, dass Brooke nur scharf auf das Geld von Maxwell ist. Weil die beiden dieses vermeintliche Gespräch zwischen Nigel und Brooke belauscht haben, wollen sie Nigel helfen, Brooke loszuwerden. Durch eine Intrige mit Hilfe eines Fotomodells gelingt ihnen das auch. Allerdings sagt ihnen schon kurze Zeit später ihr Gewissen, dass diese Tat nicht richtig war.
Schließlich kommen die beiden dahinter, dass Nigel sie hintergangen hat, und ihren Vater betrügt. Sie sammeln Beweise gegen Nigel und führen diese ihrem Vater vor. Und nach einem Gespräch mit Brooke gelingt es ihnen schließlich auch, die beiden wieder zu versöhnen.

## Kritiken
Scott Weinberg kritisiert die schauspielerische Leistung der Olsen-Zwillinge, die er für sehr schlecht hält – deswegen fragt er sich, wie ihre schauspielerische Karriere wohl enden wird. Er meint, dass der Film für 9-jährige Kinder gute Unterhaltung bietet. Allerdings fügt er hinzu, dass Kinder auch 23 Stunden am Tag Fastfood essen würden, wenn sie nicht von ihren Eltern dazu angehalten würden, etwas gesünderes zu essen.
„The Olsen girls are all about wide-eyed reaction and sarcastic banter, and – since it’s clear they have very little acting skill – I’ll be very curious to see where their careers end up. (…) Nine-year-old kids may sit through it and have fun, but nine-year-olds would also eat french fries 23 hours a day if their parents didn’t give force them to try something more nutritious.“
 Scott Weinberg efilmcritic.com 